# 朝田のぼる
朝田 のぼる（あさだ のぼる、1955年〈昭和30年〉11月9日 - 2023年〈令和5年〉10月19日） は、福井県福井市出身の演歌歌手。デビュー当時の所属事務所はサンミュージック、レコード会社は徳間音楽工業であった。

## 略歴
- 日本テレビ系のオーディション番組『スター誕生!』1975年11月2日放送の決戦大会で細川たかしの「みれん心」を歌って合格、審査員特別賞も受賞した。徳間音楽工業にスカウトされる[1]。
- 「サンミュージックの看板にしよう！」と「朝田のぼる」と太陽にちなんだ芸名をつけられ、1976年1月20日に上京し、成城にある同社社長・相澤秀禎宅にて桜田淳子らと同居開始[1][2]。
- 1976年5月1日、青春演歌「白いスカーフ｣でデビュー。デビュー当日は母と会う機会があった[2]。オリコンで40位まで上昇し、当時の新人としては好成績を収めた。デビュー時のキャッチフレーズは「触れ合う笑顔」[1][3]。6月21日、フジテレビ『夜のヒットスタジオ』に初出演[2]。
- 第7回日本歌謡大賞放送音楽新人賞・第9回新宿音楽祭銀賞・第3回横浜音楽祭新人賞・第2回日本テレビ音楽祭・第9回銀座音楽祭・第3回飯塚音楽祭などに入賞[1][4]。
- 1977年、『スター誕生!』200回記念ハワイ大会にゲスト出演。翌1978年、『スター誕生!』7周年記念回に出演した際は、寄せ書きに「真愛♡」と書いていた[5]。
- 1979年発売の「おやじの酒」がヒット。その後は都はるみと全国巡演し、「雨の大阪宗右衛門町」などをデュエット。1984年、都のファイナルコンサートにも出演した[1]。
- 1970年代後半から1980年代前半にかけては、芸能人水泳大会や運動会番組で活躍していた[6][7]。
- 1988年7月22日放送のフジテレビ『夏休みスペシャル・思い出のアイドルスター大集合IN大磯』に出演し「白いスカーフ」を歌唱披露[8]。
- 1993年には『スター誕生!』同窓会に出演したが、1995年時点でサンミュージックには所属していなかった[1]。
- 2010年8月24日放送、2012年9月11日放送のNHK歌謡コンサートに出演し「おやじの酒」を歌唱披露[9]。
- 2023年10月19日死去。享年67歳[10]。加川明は自身の公式ブログで訃報を報告した[10]。

## 人物・エピソード
- 同郷で同じレコード会社の五木ひろしを思わせる雰囲気をもっており、本人も「大好きでいつもレコードを聴いています」と目標にしていた[2][11]。
- 都はるみに着物と楽屋暖簾を贈られたことがある[1]。
- 流しをしていた父は地元で歌謡教室を開いていた。自身2回目の出演となる『夜のヒットスタジオ』（1977年3月28日放送）では父のアコ―ディオン、その弟子のギターの伴奏で歌唱[12]。
- 少し気弱でのんびり屋であったが、旅先から社長宅へ手紙を出したり、90年代前半ごろまでは元旦、社長宅に電話で新年の挨拶を入れたり、明朗で如才ない好青年との関係者評であった[1][2]。
- 『夜のヒットスタジオ』では、スター家庭訪問の映像で自身が投げているフリスビーを「僕のレコードです」と言ったり（初登場時）[2]、五木ひろしと並んでよく似てると言われ目を大きくして、五木に「なに白目開けて」と突っ込まれたりする（2回目出演時）など、茶目っ気をのぞかせていた[12]。

## ディスコグラフィ
シングル
| #                | 発売日         | A/B面        | タイトル       | 作詞         | 作曲         | 編曲         | 規格品番     |
| ミノルフォン     | ミノルフォン   | ミノルフォン | ミノルフォン   | ミノルフォン | ミノルフォン | ミノルフォン | ミノルフォン |
| ---------------- | -------------- | ------------ | -------------- | ------------ | ------------ | ------------ | ------------ |
| 1                | 1976年5月1日   | A面          | 白いスカーフ   | 阿久悠       | 市川昭介     | 竜崎孝路     | KA-598       |
| 1                | 1976年5月1日   | B面          | 新・流転       | 阿久悠       | 市川昭介     | 竜崎孝路     | KA-598       |
| 2                | 1976年9月1日   | A面          | 渡り鳥のように | 阿久悠       | 小林亜星     | 竜崎孝路     | KA-1015      |
| 2                | 1976年9月1日   | B面          | まごころ       | 阿久悠       | 小林亜星     | 竜崎孝路     | KA-1015      |
| 3                | 1977年3月1日   | A面          | その日が来たら | 阿久悠       | 小林亜星     | 竜崎孝路     | KA-1045      |
| 3                | 1977年3月1日   | B面          | 長崎フィナーレ | 阿久悠       | 小林亜星     | 竜崎孝路     | KA-1045      |
| 4                | 1977年6月      | A面          | 気がかり三年   | 永山和雄     | 四方章人     | 四方章人     | KA-1060      |
| 4                | 1977年6月      | B面          | 湖笛           | 永山和雄     | 鈴木淳       | 小杉仁三     | KA-1060      |
| 5                | 1977年9月      | A面          | 旅人よ         | 永山和雄     | 四方章人     | 竹村次郎     | KA-1073      |
| 5                | 1977年9月      | B面          | 波止場から     | 永山和雄     | 四方章人     | 竹村次郎     | KA-1073      |
| 6                | 1978年3月      | A面          | うそ上手       |              |              |              | KA-1109      |
| 6                | 1978年3月      | B面          | 地獄花         |              |              |              | KA-1109      |
| 7                | 1979年9月      | A面          | おやじの酒     | 里村龍一     | 足立おさむ   | 斉藤恒夫     | KA-1172      |
| 7                | 1979年9月      | B面          | はぐれ鳥       | 里村龍一     | 弦哲也       | 斉藤恒夫     | KA-1172      |
| 8                | 1981年         | A面          | おとこの灯り   |              |              |              | KA-2017      |
| 8                | 1981年         | B面          | 青春           |              |              |              | KA-2017      |
| 9                | 1984年         | A面          | 星占い         | 星野哲郎     | 叶弦大       | 薗広昭       | KA-2127      |
| 9                | 1984年         | B面          | 明日雲         | 星野哲郎     | 叶弦大       | 薗広昭       | KA-2127      |
| ビクター音楽産業 |                |              |                |              |              |              |              |
| 10               | 1986年3月21日  | A面          | 汐騒の女       | 水木かおる   | 徳久広司     | 池多孝春     | SV-9107      |
| 10               | 1986年3月21日  | B面          | 空港ホテル     | 水木かおる   | 徳久広司     | 池多孝春     | SV-9107      |
| 日本エンカフォン |                |              |                |              |              |              |              |
| 11               | 2002年2月21日  | 01           | 望郷譜         | 結城忍       | 水野昭太郎   |              | SVDA-127     |
| 11               | 2002年2月21日  | 02           | 男酒           |              |              |              | SVDA-127     |
| 12               | 2006年11月22日 | 01           | なじみの酒場   | 菊池宏       | 只野通泰     | 只野通泰     | SVCA-191     |
| 12               | 2006年11月22日 | 02           | 夕映えの町     | 菊池宏       | 只野通泰     | 只野通泰     | SVCA-191     |
| 13               | 2009年3月20日  | 01           | ああ母よ       | 勝田守       | 時ふみや     | 只野通泰     | NEM-1167     |
| 13               | 2009年3月20日  | 02           | 兄弟傘         | 万城たかし   | 桜田誠一     | 只野通泰     | NEM-1167     |

その他、都はるみとのデュエット・シングルなど。
アルバム
- 口笛の詩（1976年）[16][17]
- 星占い（1984年）